# Anna Stepaniuk
Anna Wołodymyriwna Stepaniuk (ukr. Анна Володимирівна Степаню́к; ur. 31 października 1992 w Łucku) – ukraińska siatkarka, reprezentantka kraju, grająca na pozycji przyjmującej.
Jej mężem jest ukraiński siatkarz Ołeh Płotnycki. 9 lipca 2021 roku urodził im się syn Światosław.

## Przebieg kariery
| Lata      | Klub                             |
| --------- | -------------------------------- |
| 2009–2015 | Kontynium-Wołyń-Uniwersytet Łuck |
| 2015–2016 | Azəryol Baku                     |
| 2016–2017 | Samsun Anakent                   |
| 2017–2019 | Jakarta Pertamina Fastron        |

## Sukcesy klubowe
Puchar Ukrainy:
- 2011[3], 2012

Liga ukraińska:
- 2012, 2013

Liga indonezyjska:
- 2018
- 2019

## Sukcesy reprezentacyjne
Letnia Uniwersjada:
- 2015[4]

Liga Europejska:
- 2017[5]

## Nagrody indywidualne
- 2017: MVP finału Ligi Europejskiej[6]